# Gare de Lyon-Croix-Rousse
Pour les articles homonymes, voir Gare de Lyon et Gare de Croix.
 (février 2015).
Si vous disposez d'ouvrages ou d'articles de référence ou si vous connaissez des sites web de qualité traitant du thème abordé ici, merci de compléter l'article en donnant les références utiles à sa vérifiabilité et en les liant à la section « Notes et références ».
La gare de Lyon-Croix-Rousse est une ancienne gare ferroviaire française de la Ligne de Lyon-Croix-Rousse à Trévoux, elle était située dans le quartier de la Croix-Rousse à Lyon. Établie à l'origine au nord du boulevard de la Croix-Rousse (4e arrondissement), elle est déplacée une première fois en 1867 au sud du boulevard dans la station haute du funiculaire de la rue Terme (1er arrondissement), puis en 1914 place des Tapis (4e arrondissement).
Elle est mise en service en 1863 par la Compagnie du chemin de fer de Lyon (la Croix-Rousse) au camp de Sathonay. Elle est fermée au trafic voyageurs en 1953 et au trafic marchandises en 1975. Les installations de la gare ont été entièrement détruites.

## Situation ferroviaire
C'était la gare d'origine de la ligne de Lyon-Croix-Rousse à Trévoux.

## Histoire

### 1863 – 1914
La gare de Lyon-Croix-Rousse est inaugurée le 9 juillet 1863 .  Elle est mise en service le 30 juillet par la Compagnie du chemin de fer de Lyon (la Croix-Rousse) au camp de Sathonay, lorsqu'elle ouvre à l'exploitation sa ligne. La gare est implantée au nord du boulevard de la Croix-Rousse en face de la station haute du funiculaire de la rue Terme, ouvert en 1862, ce qui permet l'accès à la Presqu'île de Lyon. 
Après la mise sous séquestre de la Compagnie le 26 octobre 1864, puis sa faillite en janvier 1865, la ligne et la gare sont rachetées par la société anonyme des chemins de fer du Rhône en 1872.

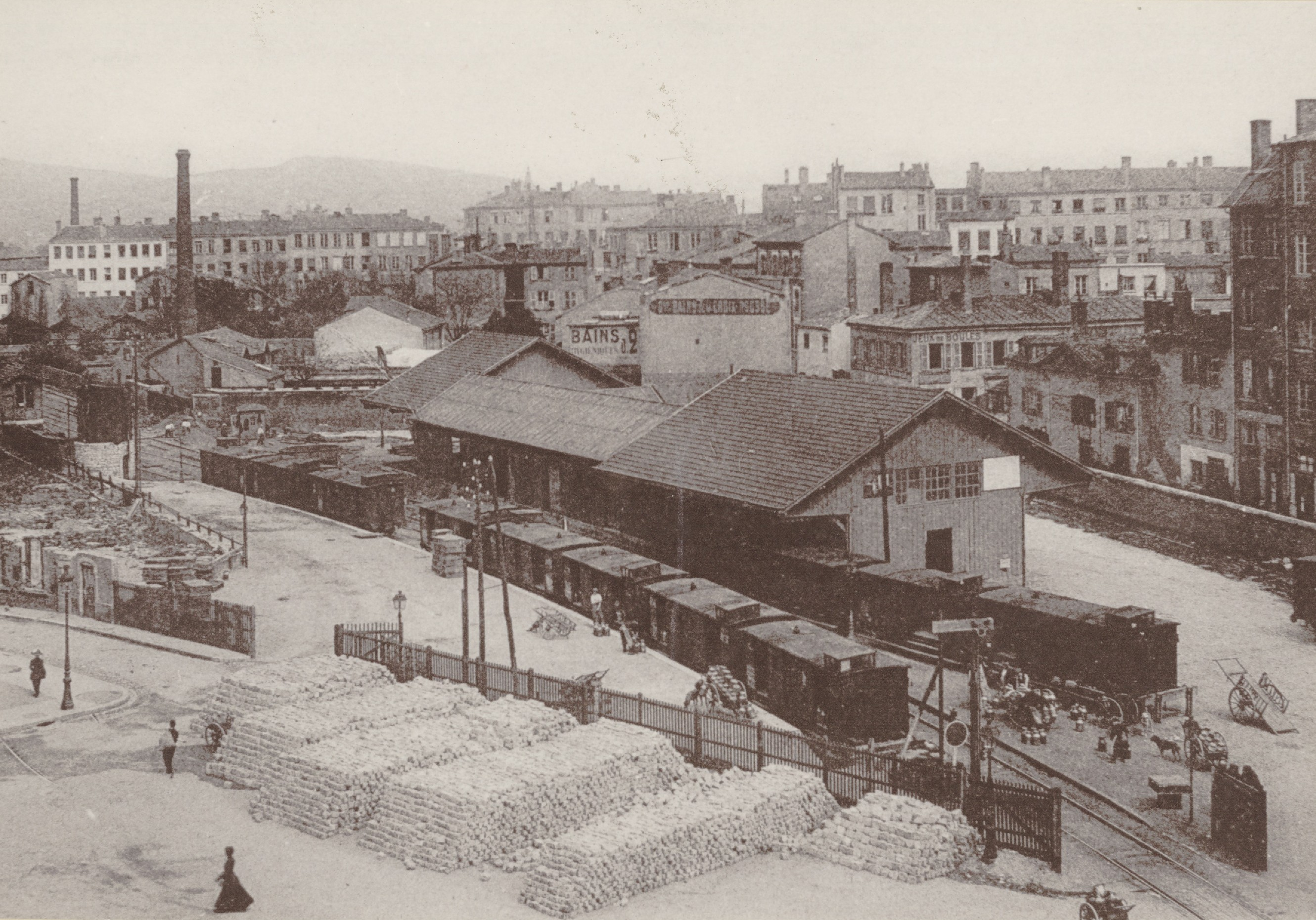
Gare aux marchandises, place des tapis, avant 1914.

À partir de 1866, la compagnie de la Dombes, qui exploite une ligne de Sathonay à Bourg-en-Bresse, négocie, moyennant finances, de faire partir ses trains de la gare de la Croix-Rousse.
La gare est déplacée le 3 septembre 1867 au sud du boulevard, entre la station du funiculaire et la rue Rast Maupas. C'était une gare en cul-de-sac, l'arrière-gare étant située juste au sud de la rue de Crimée. Du fait de sa position, les trains doivent traverser le boulevard sur une voie unique en roulant à très faible vitesse, précédés d’un agent à pied. Par manque de place, la gare aux marchandises est aménagée près du dépôt, au nord de la place des Tapis, à l'angle de la rue de la Terrasse. 
La ligne est prolongée de la gare de Sathonay jusqu'à Trévoux, le 1er juin 1882.
En 1897, la société anonyme des chemins de fer du Rhône est dissoute. L'exploitation est assurée par la Compagnie des Dombes et des chemins de fer du Sud-Est qui a succédé en 1872 à la compagnie de la Dombes.
L'activité de la gare décline progressivement du fait de l'ouverture en 1900 du raccordement entre Sathonay et la gare de Lyon-Saint-Clair par la compagnie des chemins de fer de Paris à Lyon et à la Méditerranée. Ce raccordement permet un accès plus aisé depuis le nord aux gares des Brotteaux et de Perrache, ainsi qu’à la gare marchandises de La Part-Dieu, marginalisant la gare de la Croix-Rousse, exiguë et difficile d'accès.

### 1914 – 1975
Afin d'éviter des embouteillages répétés, dus au passage à niveau du boulevard, et afin d'allonger les quais, la gare voyageurs est  reportée le 19 mai 1914 à la place de la gare aux marchandises. Le bâtiment voyageur était situé rue Jacquard. La gare était desservie par trois voies à quai (un quai latéral et un quai central). La gare aux marchandises, ainsi que le dépôt, sont déplacés plus au nord au-delà de la rue Hénon. Cette nouvelle gare aux marchandises prend le nom de Lyon-Croix-Rousse 2. 
La gare est fermée au trafic voyageurs le 16 mai 1953, et les installations ferroviaires sont ensuite entièrement détruites jusqu'à Lyon-Croix-Rousse 2 pour aménager le boulevard des Canuts. La gare Lyon-Croix-Rousse 2 est fermée au trafic marchandises le 28 septembre 1975 ; une partie seulement des infrastructures est réutilisée pour la ligne C du métro.